# Boldklubben af 1893
Boldklubben af 1893 – duński klub piłkarski z siedzibą w Kopenhadze.

## Historia

### Złota era
Klub B 1893 założony został w 1893 roku. W sezonie 1897/98 zadebiutował w mistrzostwach Kopenhagi, zajmując 3. miejsce. Łącznie B 1893 aż 8 razy zdobył mistrzostwo stolicy, które do chwili rozegrania pierwszych mistrzostw całego kraju było w Danii najbardziej prestiżowym trofeum. W 1910 roku dotarł do finału Pucharu Danii, ograniczonego wówczas jedynie do klubów stołecznych. W finale B 1893 pokonał 2:0 Kjøbenhavns Boldklub i po raz pierwszy zdobył to trofeum.
Pierwsze mistrzostwa Danii rozegrano w sezonie 1912/13 – polegały one początkowo na tym, że mistrz Kopenhagi walczył o tytuł mistrza Danii ze zwycięzcą turnieju z udziałem klubów prowincjonalnych. W 1915 roku w finale pucharu klub wygrał 4:1 z AB Kopenhaga i drugi raz zdobył to trofeum. W sezonie 1915/16 B 1893 został wicemistrzem Kopenhagi i zgodnie z nową formuła wziął udział w turnieju prowincjonalnym, który wygrał. Dało to prawo gry ze zdobywcą tytułu mistrza Kopenhagi KB Kopenhaga o mistrzostwo Danii. B 1893 wygrał decydujący mecz 3:2 i zdobył swój pierwszy tytuł mistrza Danii. Następnie w 1918 roku po raz trzeci zdobył puchar, pokonując w finale 5:2 Boldklubben Frem. Po raz czwarty do finału Pucharu Danii B 1893 dotarł w 1920 roku, gdzie przegrał 2:3 z Boldklubben 1903. Była to ostatnia edycja pucharu przed długą przerwą – puchar wznowiono dopiero w 1955 roku, tym razem dla klubów całej Danii, a nie tylko Kopenhagi. Kolejny tytuł mistrza Danii B 1893 zdobył w sezonie 1926/27, pokonując w finale 5:1 klub Skovshoved IF.
W sezonie 1927/28 doszło do pierwszej edycji mistrzostw Danii w postaci ogólnonarodowej ligi. Na koniec trzy najlepsze zespoły – B 1893, Boldklubben Frem i Boldklubben 1903 uzyskały jednakową liczbę punktów, a ponieważ regulamin nie uwzględniał bilansu bramkowego, federacja piłkarska postanowiła zorganizować turniej barażowy mający wyłonić mistrza Danii. B 1893 i Frem zrezygnowały z udziału w tym turnieju, a B 1903 odmówił przyjęcia tytułu mistrza Danii bez rozegrania meczów z głównymi rywalami. W tej sytuacji duńska federacja piłkarska anulowała mistrzostwa kraju w tym sezonie.
W sezonie 1928/29 B 1893 zdobył swój trzeci tytuł mistrza Danii – po raz pierwszy w ramach ogólnonarodowej ligi. Liga duńska w tym sezonie podzielona została na 5 grup po 5 klubów każda. Zwycięzcy, a wśród nich B 1893, zagrali następnie decydujący turniej o tytuł mistrza. W finale B 1893 wygrał zdecydowanie, odnosząc 3 zwycięstwa i raz remisując.
W następnym sezonie pierwsza liga zmniejszona została do rozmiarów 10 klubów, które rozegrały ze sobą po jednym meczu każdy z każdym. B 1893 drugi raz z rzędu zdobył mistrzostwo Danii – nie poniósł przy tym żadnej porażki, odnosząc 8 zwycięstw i raz remisując.
W kolejnych 2 sezonach B 1893 dwa razy z rzędu był trzeci. Gdy w sezonie 1932/33 zajął dalekie, 8. miejsce, mistrzostwo w 1933/34 było niespodzianką. Tym razem tytuł nie przypadł tak łatwo, ponieważ B 1893 lepszy był od drugiego w tabeli klubu B 1903 jedynie bilansem bramkowym. W następnym sezonie było drugie z rzędu, a łącznie już szóste mistrzostwo Danii – tym razem B 1893 o punkt wyprzedził drugi w tabeli Frem. W sezonie 1935/36 było niespodziewanie słabe, 7. miejsce.
W sezonie 1936/37 10-drużynowa pierwsza liga duńska po raz pierwszy grała systemem każdy z każdym mecz i rewanż – czyli każdy z uczestników musiał rozegrać zamiast dotychczasowych 9 meczów, 18 meczów. B 1893 zajął w tym sezonie 3. miejsce, a w następnym sezonie 4. miejsce.
W sezonie 1938/39 B 1893 wygrał mistrzostwo Danii w imponującym stylu, odnosząc 15 zwycięstw, raz remisując i przegrywając 2 mecze. Nad drugim w tabeli KB Kopenhaga przewaga wyniosła na koniec aż 7 punktów. B 1893 zaaplikował rywalom 75 goli – przeciętnie ponad 4 bramki na mecz.
W sezonie 1939/40 było trzecie miejsce, a w 1940/41 ligę zwiększono do 22 klubów, dzieląc ją na trzy grupy. W swojej grupie B 1893 zajął czwarte miejsce, co wystarczyło jednak na awans do fazy pucharowej. Tutaj jednak drużyna odpadła po dotkliwej porażce 0:4 z KFUM Kopenhaga. W sezonie 1941/42 drugie miejsce w grupie ponownie pozwoliło na udział w fazie pucharowej. Dwa wysokie zwycięstwa po 5:0 nad ØB i Boldklubben 1909 dały awans do finału. W finale B 1893 wygrał 3:2 z Akademisk BK i zdobył swój ósmy tytuł mistrza Danii.
Obrona tytułu w sezonie 1942/43 zupełnie się nie udała – B 1893 nie zdołał nawet zakwalifikować się do fazy pucharowej. W sezonie 1943/44 był półfinał, a w 1944/45 tylko ćwierćfinał.

### Okres powojenny
W sezonie 1945/46 doszło do kolejnej reformy pierwszej ligi – zamiast podziału na trzy grupy i późniejszej fazy pucharowej zorganizowano ligę złożoną z 10 klubów grających ze sobą każdy z każdym systemem mecz i rewanż. Znakomicie spisał się B 1893, który zdobył mistrzostwo z 4 punktową przewagą nad drugim w tabeli KB Kopenhaga. Był to już dziewiąty tytuł mistrzowski w historii klubu i jak dotąd ostatni.
W sezonie 1946/47 B 1893 zajął przedostatnie 9. miejsce – zabrakło tylko 2 punktów do spadku z pierwszej ligi. Było to sygnałem, że dla klubu złote czasy, pełne sukcesów, dobiegły końca. W następnych dwóch sezonach także było 9. miejsce, a w 1949/50 8. miejsce. Później przez trzy sezony B 1893 plasował się w okolicach środka tabeli, by w sezonie 1953/54 zająć ostatnie, 10. miejsce, co oznaczało pierwszy w historii klubu spadek do drugiej ligi.
W 1958 roku B 1893 wrócił do pierwszej ligi, ale tylko na rok. Ostatnie, 12. miejsce w 1959 roku, oznaczało kolejny spadek.
Ponownie do pierwszej ligi B 1893 powrócił w 1963 roku, ale tylko na dwa lata. Klub w 1965 roku zajął przedostatnie, 11. miejsce, i znów spadł do drugiej ligi.
Po blisko dziesięcioletnim okresie pierwszoligowej banicji B 1893 powrócił do najwyższej ligi w 1974 roku – w momencie reformy ligi, którą powiększono z 12 do 16 klubów. W 1975 roku klub zajął odległe 14. miejsce, będąc zaledwie 2 punkty od spadku. W następnych dwóch sezonach było ciut lepsze 13. miejsce, a w 1978 roku całkiem dobra 7. pozycja. W następnym roku znów walka o utrzymanie, ale w 1980 roku B 1893 zajął 6. miejsce. Potem w 1981 i 1982 klub znów znalazł się poniżej środka tabeli, ale jednocześnie znakomicie spisał się w Pucharze Danii, docierając aż do finału, gdzie zmierzył się z Boldklubben 1903. Po remisie 3:3 finał powtórzono – w powtórce 1:0 wygrał B 1893.
Zdobyty puchar kraju pozwolił na udział w europejskich pucharach – Pucharze Zdobywców Pucharów w sezonie 1982/83. Już w pierwszej rundzie B 1893 trafił na bardzo trudnego rywala – zdobywcę Pucharu NRD Dynamo Drezno. W Dreźnie drużyna duńska sprawiła się nadspodziewanie dobrze i przegrała tylko 2:3. W Kopenhadze, gdy goście z NRD już w 10. minucie objęli prowadzenie, wszyscy byli przekonani, że faworyci ze wschodnich Niemiec z łatwością awansują dalej. Jednak zespół B 1893 nie załamał się i w ostatnich kilkunastu minutach meczu zdobył 2 bramki, dzięki czemu wygrał 2:1 i awansował dzięki większej liczbie bramek zdobytych na wyjeździe. W kolejnej rundzie przeciwnikiem była belgijska drużyna Waterschei Thor Genk. Tym razem rywale nie zlekceważyli pogromców drezdeńskiego Dynama, więc B 1893 przegrał zdecydowanie zarówno w pierwszym meczu w Kopenhadze (0:2), jak i w Genk (1:4).
W 1983 roku klub zajął przedostatnie, 15. miejsce, i trzeci raz w historii spadł z pierwszej ligi. Choć B 1893 wrócił po roku, to tylko po to, by w 1985 zająć ostatnie, 16. miejsce, i ponownie spaść z ligi. Jednocześnie pierwszą ligę zmniejszono z 16 do 14 klubów.
Do najwyższej ligi B 1893 powrócił w 1998 roku, ale tylko na jeden sezon. Ostatnie, 12. miejsce, w sezonie 1998/99, oznaczało kolejny spadek. Był to jak dotąd ostatni występ klubu B 1893 w najwyższej lidze Danii.
B 1893 zdobył 9 tytułów mistrza Danii i raz zdobył Puchar Danii. Rozegrał 35 sezonów w pierwszej lidze, 28 sezonów w drugiej lidze oraz 11 sezonów w trzeciej lidze.

## Sukcesy
- mistrzostwa Danii:
  - mistrzostwo (9): 1915/1916, 1926/1927, 1928/1929, 1929/1930, 1933/1934, 1934/1935, 1938/1939, 1941/1942, 1945/1946,
- Puchar Danii[3]
  - zwycięstwo (4): 1910, 1915, 1918, 1982
- Mistrzostwa Kopenhagi[4]:
  - mistrzostwo (8): 1899/1900, 1900/1901, 1905/1906, 1906/1907, 1907/1908, 1908/1909, (1914/1915)[5], 1926/1927

## Europejskie puchary
Legenda do wszystkich tabel:
- Q – runda eliminacyjna, 1/16, 1/8, 1/4, 1/2 – odpowiednia faza rozgrywek, Grupa – runda grupowa, 1r gr – pierwsza runda grupowa, 2r gr – druga runda grupowa, F – finał, R – runda, PO – play-off
- k. – rzuty karne, los. – losowanie, Dogr. – dogrywka, w. – zasada bramek strzelonych na wyjeździe

| Sezon   | Rozgrywki                 | Runda | Przeciwnik           | Dom | Wyjazd | Ogólnie |
| ------- | ------------------------- | ----- | -------------------- | --- | ------ | ------- |
| 1982/83 | Puchar Zdobywców Pucharów | 1R    | Dynamo Drezno        | 2–1 | 2–3    | 4–4, w. |
| 1982/83 | Puchar Zdobywców Pucharów | 2R    | Waterschei Thor Genk | 0–2 | 1–4    | 1–6     |